# Tarrytown (Nueva York)
Tarrytown es una villa ubicada en el condado de Westchester en el estado estadounidense de Nueva York. En el año 2020 tenía una población de 11 860 habitantes y una densidad poblacional de 1438,1 personas por km².

## Historia

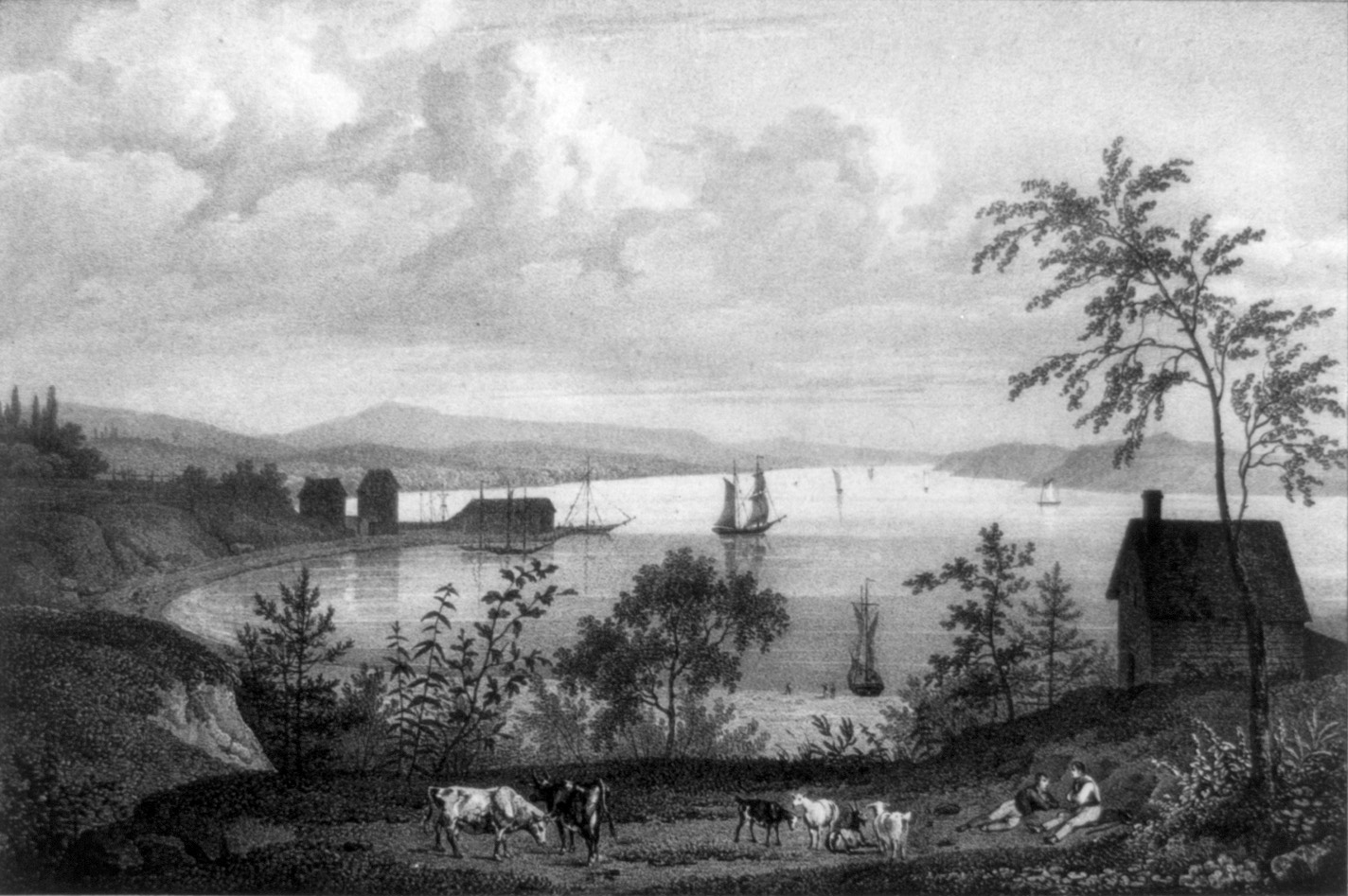
Ilustración de Tarrytown c. 1828

La tribu nativa americana Weckquaesgeek, que estaba estrechamente relacionada con la Wappinger Confederación y más relacionada con los mohicanos, vivía en el área antes del asentamiento europeo. Su asentamiento principal estaba en lo que ahora es el pie de Church Street cerca de la orilla del río Hudson, entre la ubicación actual de Losee Park y el Puente Tappan Zee, en un lugar al que llamaron Alipconk, o el "Lugar de los Olmos".
Los primeros colonos europeos de Tarrytown fueron agricultores, cazadores de pieles y pescadores neerlandeses. Los registros muestran que la primera residencia neerlandesa en Tarrytown se construyó en 1645; sin embargo, se desconoce la ubicación exacta de esta residencia. Tarrytown se encuentra dentro de las tierras de la antigua colonia neerlandesa de Nueva Holanda, que se convirtió en territorio inglés en 1674 con la firma del Tratado de Westminster. El nombre puede provenir del holandés tarwe, que significa "trigo".
En 1780, en un famoso incidente de la Guerra Revolucionaria Americana, el mayor John André fue arrestado como espía en Tarrytown, lo que expuso los planes de su socio Benedict Arnold. André, un oficial del ejército británico, viajaba hacia el sur a través del pueblo en la Albany Post Road cuando tres milicianos locales lo detuvieron y registraron. Cuando se encontraron papeles sospechosos en su bota, fue arrestado como espía, luego condenado y ahorcado. Un relato circunstancial de la captura de André por los milicianos David Williams, John Paulding e Isaac Van Wart fue escrito en 1903 por el propietario y editor de Tarrytown Argus, Marcius D. Raymond.
El escritor Washington Irving describió Tarrytown en "La leyenda de Sleepy Hollow" (1820). Irving comenzó su historia, "En el seno de una de esas amplias calas que muelen la orilla oriental del Hudson, en esa amplia expansión del río denominada por los antiguos navegantes holandeses del Tappan Zee, y donde siempre acortaron la vela con prudencia e imploraron la protección de San Nicolás cuando cruzaron, allí se encuentra un pequeño pueblo con mercado o puerto rural que algunos llaman Greenburgh, pero que se conoce más general y correctamente con el nombre de Tarry Town". El Ferrocarril Subterráneo pasó por Tarrytown antes del final de la U.S. Guerra civil.
Más tarde, Tarrytown se convirtió en la residencia favorita de muchos neoyorquinos ricos, incluido John D. Rockefeller, que se mudó por primera vez a Tarrytown en 1893. Kykuit, la elaborada mansión de Rockefeller, se completó en 1906. En 1914, Kykuit se convirtió en el sitio de numerosas protestas laborales de anarquistas s, cuyas protestas fueron disueltas por la policía en una serie de enfrentamientos violentos. Kykuit fue el objetivo de al menos dos atentados con bomba planeados por anarquistas asociados con los periodistas radicales Alexander Berkman y Luigi Galleani.
El 19 de noviembre de 1915, se descubrió una poderosa bomba de dinamita en Cedar Cliff, la propiedad de Tarrytown de John D. Archbold, presidente de la Standard Oil Company. La policía teorizó que la bomba fue colocada por anarquistas y Trabajadores industriales del mundo  (IWW) radicales como protesta contra la ejecución del miembro de IWW Joe Hill en Salt Lake City.

## Geografía
Tarrytown se encuentra ubicado en las coordenadas 41°4′9″N 73°51′35″O / 41.06917, -73.85972. Según la Oficina del Censo, la ciudad tiene un área total de 14,7 km² (5,7 mi²), de la cual 7,7 km² (3 mi²) es tierra y 7 km² (2,7 mi²) (47,54%) es agua.

## Demografía
Según la Oficina del Censo en 2000 los ingresos medios por hogar en la localidad eran de $68.762, y los ingresos medios por familia eran $82.445. Los hombres tenían unos ingresos medios de $61.699 frente a los $41.054 para las mujeres. La renta per cápita para la localidad era de $39.472. Alrededor del 4,7% de la población estaban por debajo del umbral de pobreza.